# 洪有復
洪有复（1540年—1602年），字懋纯，號心庵，福建泉州府南安县英都良山村人，徙居晋江，明朝政治人物。

## 生平
嘉靖四十年（1561年）辛酉科福建鄉試第二十一名，萬曆八年（1580年）登進士第三甲第三十八名。都察院觀政，本年授武陵县知縣，十四年行取，擢工科给事中，十六年主考贵州乡试，十七年升礼科右给事中，十八年升本科左，十九年补广东按察司副使，二十二年升右参政，二十六年迁浙江按察使，二十七年擢湖广右布政使，二十九年转左布政使。三十年死於任內。

## 家庭及關聯
曾祖父洪昕，曾任義官、祖父洪宙、父親洪庭蘭。母李氏、繼母朱氏。